# 105P/Singer Brewster
105P/Singer Brewster è una cometa periodica appartenente alla famiglia delle comete gioviane. Scoperta il 3 maggio 1986 a seguito della riscoperta avvenuta il 1º aprile 1992 ha ricevuto la numerazione definitiva.